# Encephalartos barteri
Encephalartos barteri — вид голонасінних рослин класу саговникоподібні (Cycadopsida).
Етимологія: вшанування Бартера (C. Barter), колекціонера типового зразка.

## Опис
Рослини деревовиді або безстовбурні; стовбур 0.3–2.6 м заввишки, 25–30 см діаметром. Листки завдовжки 100–180 см, світло або яскраво-зелені, хребет зелений, прямий, жорсткий; черешок прямий, з 1–6 шипами. Листові фрагменти від лінійних до ланцетних; середні — 9–15 см завдовжки, 10–17 мм завширшки. Пилкові шишки 1–3, веретеновиді, зелені, завдовжки 8–23 см, 3–5 см діаметром. Насіннєві шишки 1–3, яйцеподібні, зелені, завдовжки 12–35 см, 8–15 см діаметром. Насіння від плоско-яйцевидої до довгастої форми, завдовжки 20–30 мм, шириною 18–23 мм, саркотеста червона.

## Поширення, екологія
Країни поширення: Бенін; Гана; Нігерія; Того. Росте на висотах від 400 до 1400 м над рівнем моря. Рослини ростуть на скелястих схилах, в рідколіссі саван, що складається з розсіяних дерев і приґрунтової флори, де переважають трави. Вони також ростуть на пісковикових або гранітних оголеннях на крутих схилах в тропічному рідколіссі.

## Загрози та охорона
Цей вид можуть бути порушений занадто частими пожежами. Рослини також видаляються з дикої природи колекціонерами. Частина населення була втрачена через повінь, коли гребля Волга була побудована.